# Atentados de Londres del 21 de julio de 2005

Lugares en los que se produjeron las explosiones, señaladas sobre un mapa del metro de Londres.

El día 21 de julio de 2005 se informó de una serie de explosiones en Londres, justo dos semanas después de los atentados del 7-J. Informes no confirmados hablaban de tres incidentes distintos provocados por pequeñas explosiones, empleando detonadores, que habrían ocurrido en las estaciones de metro de Shepherd's Bush, Calle Warren y Oval llevando al cierre y evacuación de sus respectivas líneas de metro (BBC).
A las 2 de la tarde, la policía de Londres detuvo el tráfico en una estación del metro de Londres no especificada porque salía humo de un tren. Los testigos dicen que una pequeña bomba con metralla que estaba dentro de una mochila explotó en un tren. La BBC informó que las estaciones de metro de la calle Warren, Oval Shepherd's Bush (Hammersmith & City) fueron evacuadas. Las estaciones de Archway y Moorgate también fueron desalojadas.  La línea Victoria, Northern Line, Bakerloo Line, Piccadilly Line y Hammersmith and City Line fueron suspendidas, y ninguna otra línea fue afectada. La estación de metro del Parque Green también se cerró.
Se informó de que una persona, que llevaba la bomba, habría resultado herida en la calle Warren, y un hombre fue visto corriendo al salir de una de las estaciones tras la explosión. Otro informe también sugiere que lo que explotó en la calle Warren era una bomba de tipo nail. 
Al contrario que en los atentados del 7 de julio, no todas las estaciones de metro afectadas son subterráneas. Shepherd's Bush (Hammersmith & City) está en la superficie, puede recibir señal de teléfono móvil y está a plena vista del Centro de Televisión de la BBC.
Tony Blair se vio obligado a cancelar sus compromisos oficiales y junto a su ministro de Asuntos Exteriores, Jack Straw, y otros ministros relevantes, activaron el comité COBRA para coordinar la tragedia. La Casa Blanca fue cerrada y evacuada, pero se reabrió a las 14.45h. Sir Ian Blair, el jefe de la policía metropolitana, describió el incidente como serio.
Los perpetradores del atentado fueron Muktar Said Ibrahim, Yassin Omar, Ramzi Mohammed, Hussain Osman, Manfo Kwaku Asiedu, Adel Yahya[cita requerida]

## Posible ataque químico
Los testigos oculares informaron de un "olor extraño" que emanaba de las estaciones de Londres, descrito por algunos como parecido al caucho quemado. Algunas informaciones parecen sugerir que el olor provenía de la explosión producida unos minutos atrás. Parece ser que los usuarios del metro, al percibir el "olor extraño", se percataron de que algo no iba bien y corrieron de un remolque a otro mientras el tren de desplazaba y entonces oyeron una explosión detrás de ellos. Informes policiales han indicado que no se han encontrado pruebas de agentes químicos en ninguno de los lugares.
Algunos policías, usando trajes químicos, entraron en la estación Warren Smith. Se informó en "BBC News 24" de que un furgón detector especial no encontró agentes químicos en la estación Oval.

## University College Hospital
El University College Hospital, cerca de Warren Street, fue acordonado, según informó la policía. Algunos testigos oculares aseguraron haber visto a oficiales de policía armados con semiautomáticas entrando en el edificio.
Tanto la CNN como el The Times informaron de que la policía perseguía a un terrorista sospechoso que huyó hacia el edificio después de recorrer a pie Tottenham Court Road.
Algunos testigos decían que se habían producido varios tiros mientras el hombre huía de la policía en la persecución de la estación de Warren Street.

## Reacción policial
Momentos después de los ataques, la policía aconsejó a la población permanecer donde estaban y que no circulasen por las calles ni se desplazaran a no ser que fuera absolutamente necesario. Sin embargo, las personas que vivían dentro de un radio de 300 metros de cada estación fueron evacuadas debido a la preocupación existente de que se hubieran empleado agentes químicos.
El Pentágono ha elevado su seguridad en respuesta a los ataques.

## Gobierno británico
Un hombre fue arrestado por la policía en el Gobierno Británico, en los exteriores del Ministerio de Defensa. Dicho hombre llevaba pantalones grises oscuro y una camisa abierta, y se le ordenó que se tumbase en el suelo antes de ser esposado y arrestado cerca de Downig Street. No parecía que portase bolsas y no llevaba puesto ningún cinturón, aunque era difícil que los periodistas lo distinguiesen.

## Muerte de Jean Charles de Meneses
La policía mató a tiros a un electricista brasileño, Jean Charles de Menezes, en la estación de metro de Stockwell poco después de las 10:00 horas del 22 de julio. Los agentes habían perseguido a De Menezes desde un lugar bajo vigilancia, creyendo que era uno de los hombres buscados por los ataques del día anterior. Al parecer, creían que De Menezes, de quien se afirmaba que vestía una chaqueta gruesa (más tarde se demostró que era una chaqueta vaquera común y corriente), era un posible atacante suicida.
Más tarde, la policía confirmó que no estaba relacionado con los incidentes del atentado y se disculpó, diciendo que "que alguien pierda la vida en tales circunstancias es una tragedia que el Servicio de Policía Metropolitana lamenta".
Los servicios en la línea Victoria entre Victoria y Brixton y en la línea Northern entre Kennington y Morden fueron suspendidos a petición de la policía.

## Impacto en el transporte público
- La Victoria Line fue suspendida pero ha reabierto excepto entre Highbury & Islington y Victoria
- La Northern Line fue suspendida pero ha reabierto excepto entre Kennington y Stockwell
- La Hammersmith and City Line está suspendida
- La Piccadilly Line está suspendida excepto entre Arnos Grove y Cockfosters
- La Bakerloo Line fue suspendida pero ha reabierto excepto entre el Parque Queens y Piccadilly Circus
- La Metropolitan Line fue suspendida entre la calle Bakers y Moorgate pero el servicio se ha reabierto

Todas las demás líneas están operativas.

### En español
- Artículos en Wikinoticias: Tres estaciones de metro de Londres cerradas a causa de varias explosiones
- El Periódico, El caos vuelve a Londres por un ataque en cadena en los transportes públicos
- La Crónica, Desalojan estaciones de metro en Londres Archivado el 4 de marzo de 2016 en Wayback Machine.
- BBC Mundo

### En inglés
- BBC News, el metro se desaloja tras pequeñas explosiones
- CNN news
- Sky News: Informes sobre incidentes cerca de las estaciones del metri
- Ananova: Tres estaciones de metro evacuadas (enlace roto disponible en Internet Archive; véase el historial, la primera versión y la última).
- Artículo de News.com.au
- Dos fotografías y un vídeo desde los alrededores

- Datos: Q2870041